# Pumphonia
Pumphonia – debiutancki album studyjny włoskiego duetu Benassi Bros., w skład którego wchodzą producenci: Benny Benassi oraz jego kuzyn - Alle Benassi. Krążek wydany został w 2004 roku. Na płycie znajdują się utwory zaliczane do takich gatunków muzyki elektronicznej jak electro house, czy electroclash. Podobnie jak Hypnotica, album został nagrany wraz z brytyjsko-rumuńską formacją The Biz oraz z nowymi wokalistkami: Dhany i Sandy.

## Lista utworów
1. Illusion Feat. Sandy (Sfaction Version) – 5:06
2. Turn Me Up Feat. Sandy (Sfaction Version) – 5:47
3. Rumenian[2] Feat. Violeta (Original Version) – 4:55
4. Get Better Feat. Sandy (Sfact Reloaded Version) – 5:32
5. The Liar Feat. The Biz (Original Version) – 4:56
6. Memory of Love Feat. Paul French (Original Version) – 5:28
7. I Feel So Fine Feat. Sandy (Sfaction Version) – 5:22
8. I Love My Sex[3] Feat. Violeta (SfactRum Version) – 3:10
9. Hit My Heart Feat. Dhany (Sfaction Version) – 5:06
10. Time Is What You Need Feat. Paul French (Original Version) – 3:48
11. Don't Touch Too Much[3] Feat. Paul French (Original Version) – 3:30
12. Get Better Feat. Sandy (Sflow Version) – 4:03